# Брекчія
Брекчія́ (італ. breccia, МФА: [ˈbretʧa] — «бре́ччя») — грубоуламкова гірська порода, що складається з гострокутних зцементованих уламків розміром понад 2 мм. Уламки, що складають брекчію, можуть бути однорідними і різнорідними, різко відрізняючись від цементу. У брекчії нерідко наявний заповнювальний матеріал.
Від конгломерату брекчія відрізняється необкатаністю уламкової фракції. Необкатаність (або погана обкатаність) уламків брекчії свідчить про те, що вони не транспортувалися на значну віддаль від джерела утворення.

## Назва
Назва цієї гірської породи походить від італійського гірничого терміна «breccia», яким середньовічні гірничі майстри і каменотеси позначали зцементовані гострокутні уламки порід. У літературі він вперше зафіксований у 1469 році.

## Класифікація

### За розміром уламків

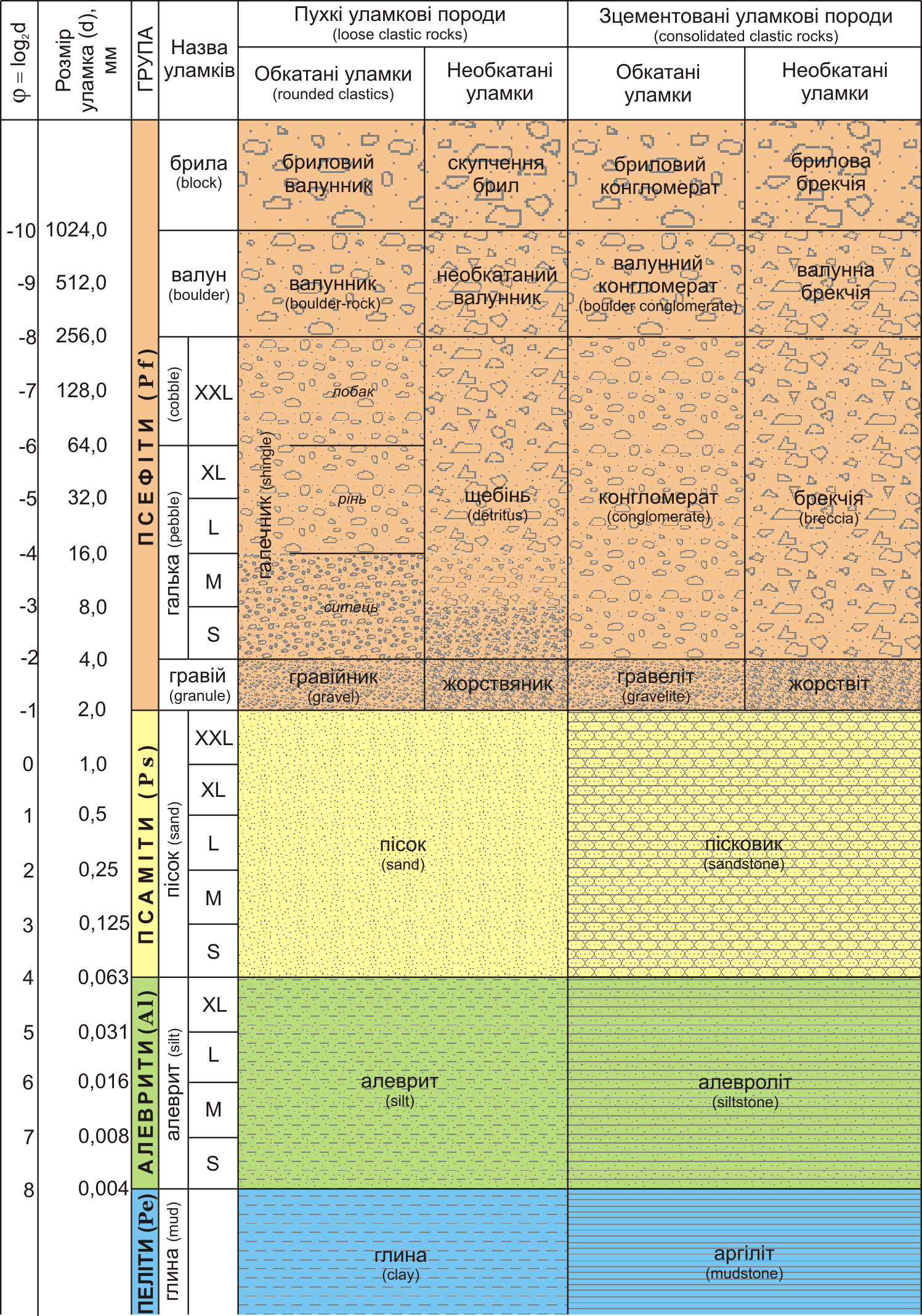
Гранулометрична класифікація уламкових порід

Залежно від розмірів уламків виділяють брекчії брилові — 1000 мм, велико-, середньо- і дрібноуламкові (1000—100 мм) і велико-, середньо- і дрібнощебневі (100—2 мм).

### За складом
Залежно від мінерального складу уламків і цементу брекчії поділяють на 3 види:
- мономінеральна — і уламки, і цемент представлені одним мінералом, який складає більше 95 % брекчії. Наприклад, вапнякова мономінеральна брекчія складена уламками вапняку, зцементованими карбонатним цементом;
- олігомінеральна — головний мінерал складає від 75 до 95 % уламків, зцементованих однорідним або змішаним типом цементу;
- полімінеральна (поліміктова) — уламки кількох різних мінералів, головний мінерал складає менше 75 % породи.

### За генезисом
Залежно від умов утворення брекчії поділяють на 5 головних типів:
брекчії осадові, карстові, хімічні, вулканічні, тектонічні.
У спеціалізованих джерелах виділяють додаткові види чи підвиди (імпактні брекчії, туфобрекчії, «костяні брекчії»).

#### Осадова
Осадові брекчії представлені гострокутними і погано обкатаними, неорієнтованими уламками осадових/метаморфічних порід, які зцементовані іншим осадовим матеріалом. Як правило це літифікований колювій або осипи на схилах. Товсті пласти колювіальних осадових брекчій зазвичай утворюються поруч уступів тектонічних розломів у грабенах. Осадові брекчії можуть бути утворені як результат селей. У районах розвитку карсту також спостерігаються осадові брекчії, як результат обвалу склепінь та стінок порожнин. Іноді в печерах, гротах, карстових порожнинах та на річкових терасах зустрічаються так звані «костяні брекчії» — скупчення зцементованих карбонатним/кременистим або глинистим матеріалом уламків кісток хребетних тварин.

#### Вулканічна

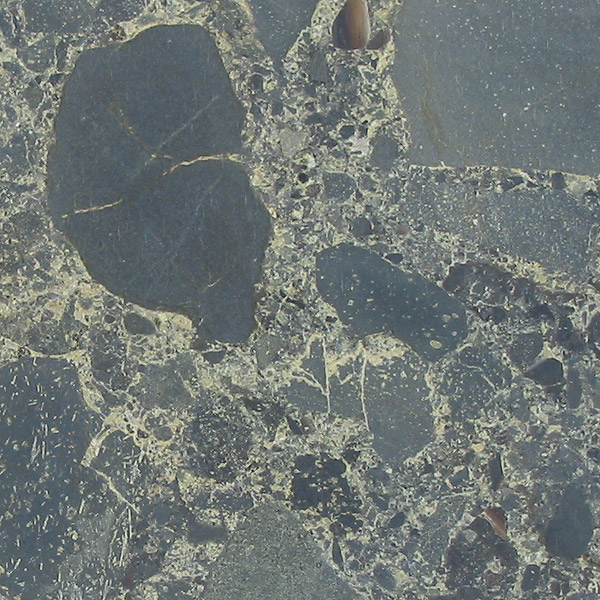
Базальтова брекчія з острова Ла-Пальма. Кутасті уламки базальту зцементовані епідотом

Це гірська порода, що утворилася із зцементованих кутастих вулканічних уламків різних розмірів, викинутих при виверженні вулкана. Вона може утворитись, коли уламки лави попереднього виверження або цього самого цементуються рідкою лавою, або коли потік в'язкої лави подрібнюється у процесі руху по схилу (лавова брекчія). Під час накопичення товщ вулканічної тефри нерідко виникають туфобрекчії. У процесі діагенезу лахарів також утворюються вулканогенно-осадові брекчії.

#### Тектонічна
Тектонічну брекчію також називають «дислокаційною брекчією» або «брекчією тертя». До цього типу відносять брекчії, утворені при формуванні тектонічних дислокацій. Брекчії виникають при русі уздовж площини розривного порушення, а також при складкоутворенні. Пов'язані з розривними порушеннями, зустрічаються уздовж площин насувів, зсувів, скидів і підкидів, іноді є наслідком тертя окремих блоків, що пересуваються (звідси термін «брекчії тертя»). Розміри уламків коливаються від мікроскопічних до величезних брил у десятки й сотні метрів. Простір між уламками звичайно заповнений частинками тих же, але дрібніше роздроблених порід або жильним матеріалом. Товщина шару брекчієвих порід залежить від їхнього складу, величини зсуву по розриву й глибини дислокації від поверхні землі. Тектонічні брекчії при складкоутворенні виникають у результаті пошарового переміщення й роздроблення речовини. Утворення таких порід приурочене до приповерхневої зони земної кори. У деяких альпійських насувах товщина пластів тектонічних брекчій досягає декількох сотень метрів. Спостерігається характерне для такого типу брекчій перемішування уламків алохтону й автохтону, деяка їх обкатаність і часто груба орієнтованість у напрямку руху. У тектонічних брекчій, приурочених до скидів, уламки більш кутасті й звичайно розташовані безладно. Крім того, в них часто присутній привнесений матеріал, що заповнює тріщини й проміжки між уламками. Підвидом тектонічної брекчії є ін'єкційна брекчія — вона утворюється шляхом проникнення подрібнених уламків однієї породи у тріщини іншої. Окремим підвидом тектонічної брекчії є брекчія соляних куполів — гірська порода, яка виникає у процесі формування солянокупольних структур. Вона представлена вміщуючими соляний купол породами, які залягають по периферії останнього. На родовищах вуглеводнів Дніпровсько-Донецької западини в апікальних частинах солянокупольних структур (Ромни, Ісачки) знайдені брекчії з уламками пісковиків і глин, що раніше були включені у соляні тіла, а після розчинення солі — зцементовані глинисто-карбонатним цементом.

#### Імпактна
Утворюється подрібненням скелястих гірських порід внаслідок зіткнення небесних тіл. Може містити також речовину метеороїда. Таку брекчію знайдено в астроблемах, а також на поверхні Місяця.
Однією з головних петрографічних ознак є наявність щільних фаз кремнезему, що утворюються за дуже великого тиску, — коеситу, стишовіту, шокового кварцу. Іншою важливою ознакою є аномальне збагачення кобальтом, нікелем, іридієм та іншими сидерофільними елементами, які є індикаторами метеоритної речовини.

#### Гідротермальна
Гідротермальні брекчії зазвичай утворюються на глибинах менше 1 км і температурах між 150 і 350 ° C, коли сейсмічна або вулканічна активність призводить до відкриття порожнин вздовж розлому глибоко під землею. Раптове розкриття порожнини призводить до дестабілізації та розриву гірської породи по боках розлому, а зламана гірська порода потрапляє в подрібнену суміш породи, пари та окропу. Уламки гірських порід стикаються між собою і з боками порожнини, а кутасті уламки стають більш округлими. Леткі гази втрачають парову фазу в міру продовження кипіння, зокрема вуглекислий газ. В результаті хімія рідин змінюється, і рудні мінерали швидко осідають. Досить поширені рудні родовища, що містять гідротермальні брекчії.
Гідротермальні брекчії часто утворюються в результаті природного гідророзриву гірських порід під тиском гідротермальних рідин під тиском. Вони типові для епітермального та мезотермального рудного середовища і тісно пов'язані з інтрузивними родовищами руди, такими як скарни, грейзени та мінералізація, пов'язана з порфіром.

## Галерея

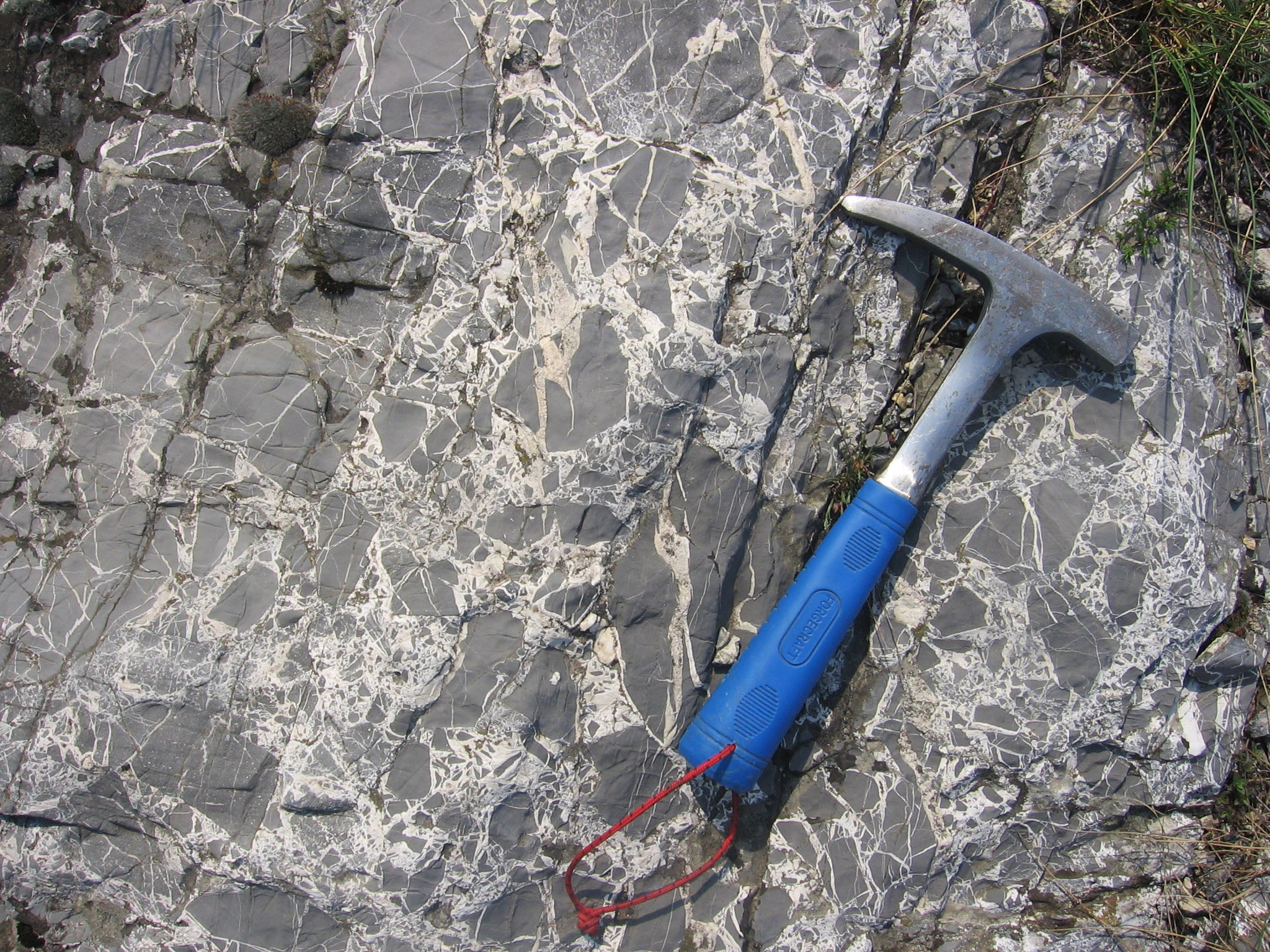
Тектонічна брекчія
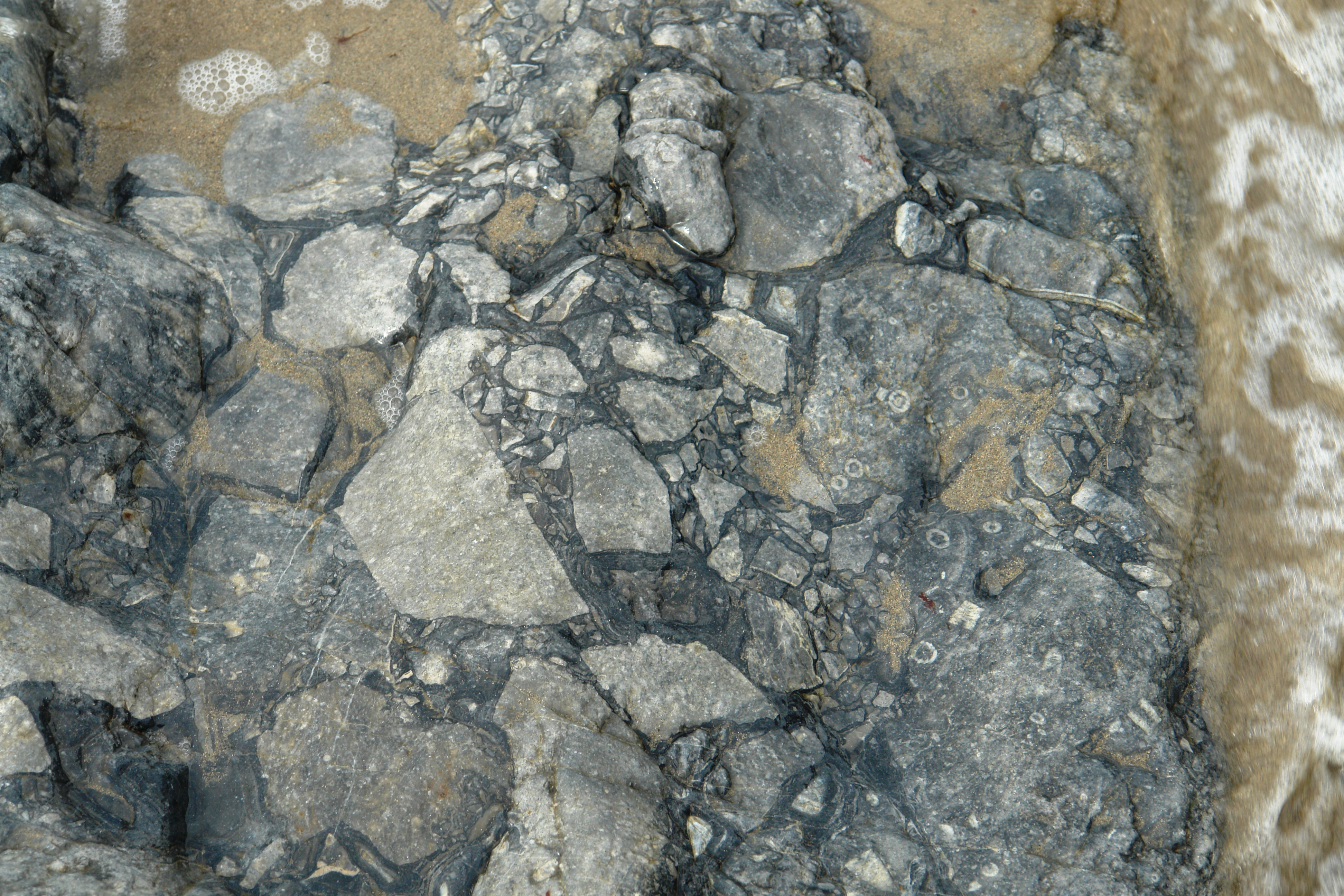
Брекчія у графстві Керрі, Ірландія
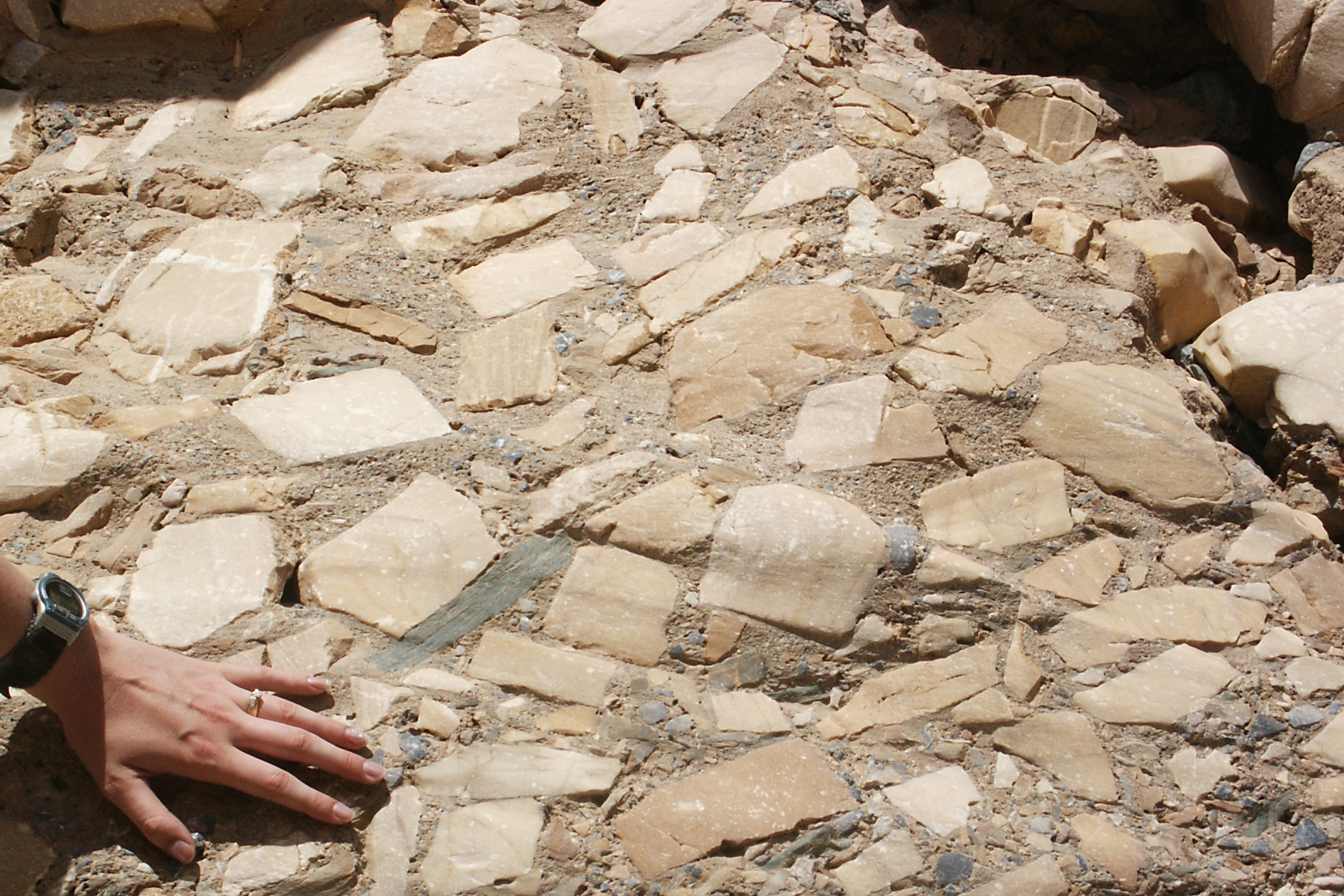
Брекчія в Долині Смерті, США
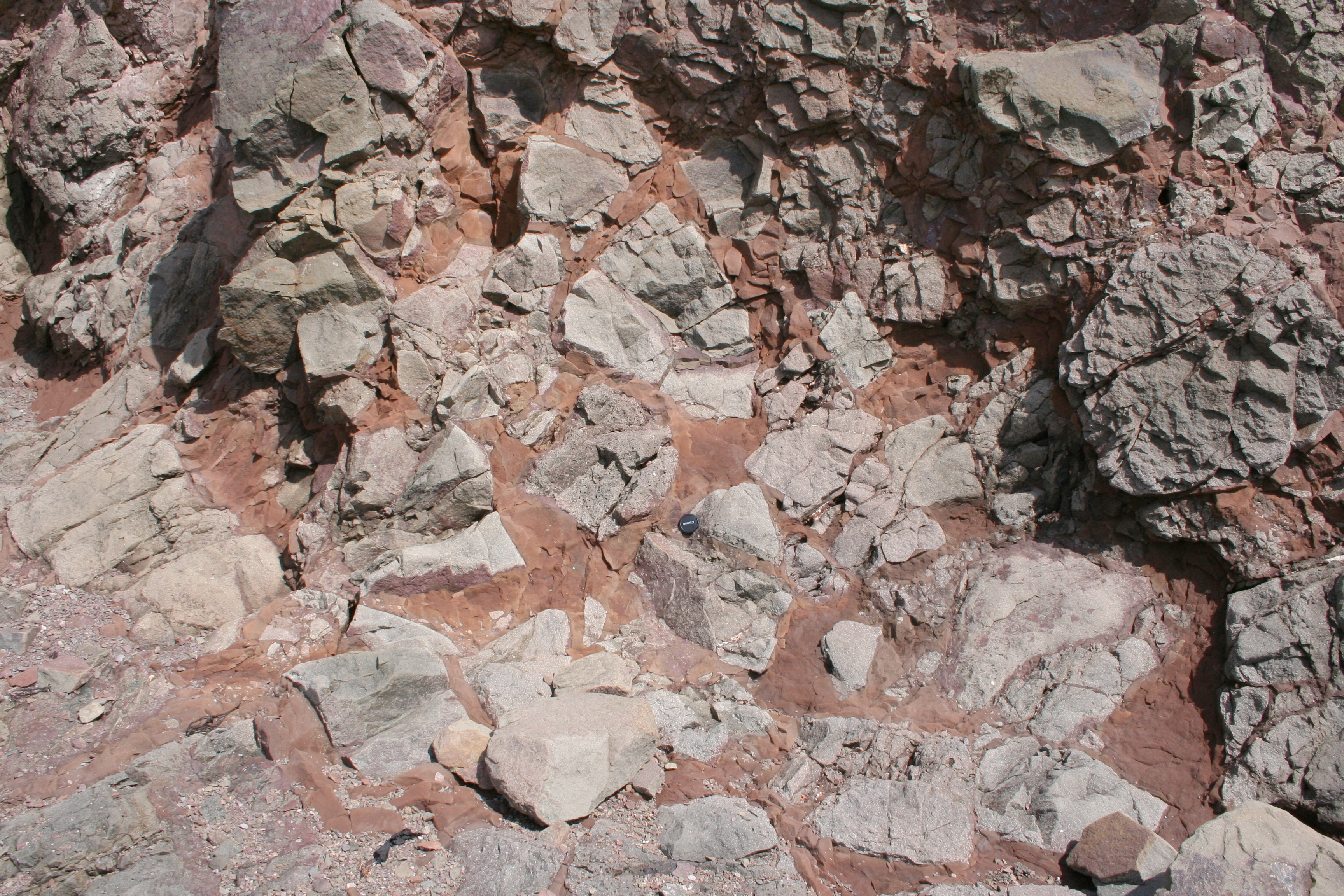
Юрська брекчія в Новій Шотландії (Канада)
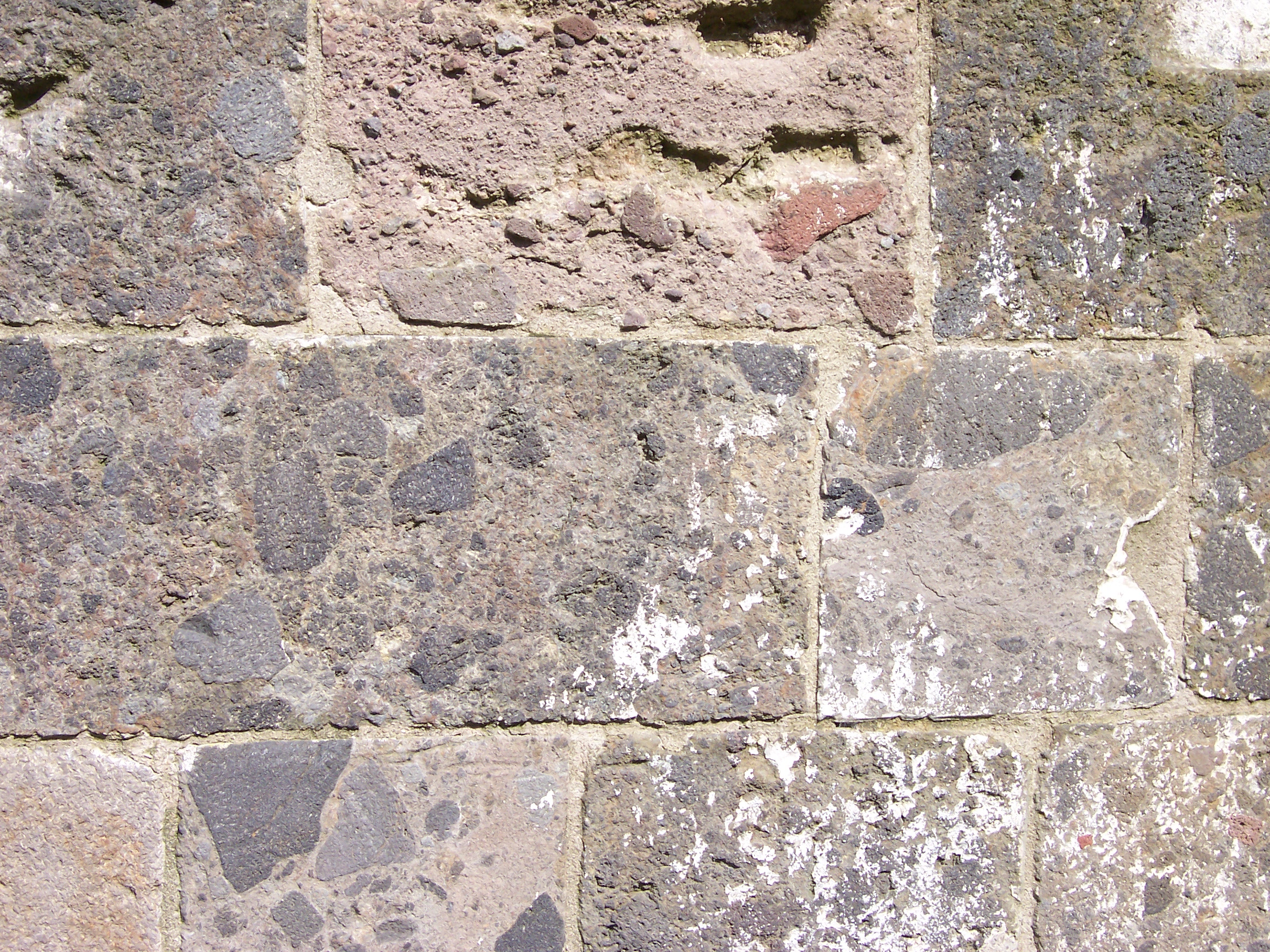
Пірокластична брекчія
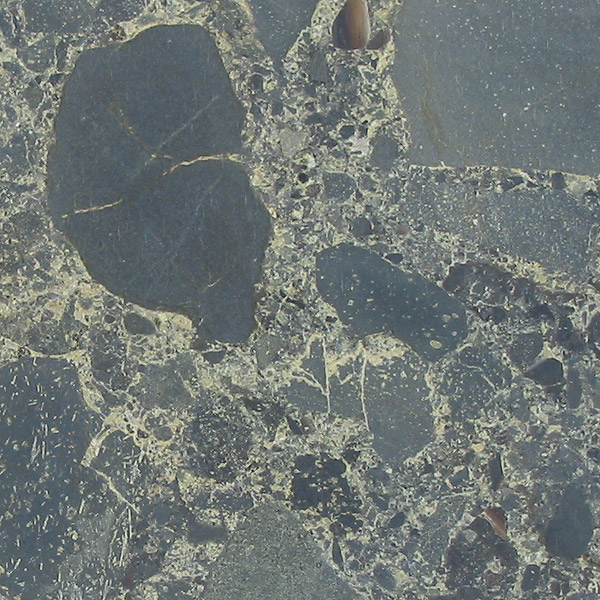
Базальтова брекчія